# Ruine Königsburg
Die Ruine Königsburg im Harz ist die Ruine einer Höhenburg südöstlich von Königshütte, einem Ortsteil der Stadt Oberharz am Brocken, im Landkreis Harz in Sachsen-Anhalt. Im örtlichen Kulturdenkmalverzeichnis sind die Überreste der Burg unter der Erfassungsnummer 094 03363 als Baudenkmal und örtlichen Bodendenkmalverzeichnis unter der Erfassungsnummer 42830158 als Bodendenkmal eingetragen.

## Geographische Lage
Die Ruine befindet sich im Naturpark Harz/Sachsen-Anhalt am Ortsrand der Ortschaft Königshütte südwestlich unterhalb des Katzenbergs (475,8 m ü. NHN) auf rund 460 m Höhe. Etwa 250 m nordöstlich liegt der Zusammenfluss der Warmen und Kalten Bode. Von der Ruine blickt man unter anderem zum Wurmberg und Brocken.

## Geschichte
1312 wird die Anlage als "castrum Königshof" erstmals urkundlich erwähnt, als Bischof Albrecht von Halberstadt die Burg vom Knappen Heinrich von Botvelde käuflich erwarb. 1324 findet sich eine nochmalige Erwähnung als "castrum Köningshof acqisivit", dann wurde es still um die Burg. Im Jahr 1614 erfolgte nur noch eine Nennung des Bergfrieds zum Königshoffe, der ab dem Jahre 1709 nur noch als Königsburg bezeichnet wurde. Damals war die Anlage bereits zur Ruine zerfallen.
Als Paul Höfer in den Jahren 1898 bis 1901 umfangreiche Ausgrabungen durchführte, war er der Annahme, die lang gesuchte Pfalz Bodfeld vor sich zu haben. Er publizierte mehrfach darüber. 1931 wurde durch Fortschritte der Bodenforschung dies als ein Irrtum durch Carl Schuchhardt nachgewiesen und wenig später durch Paul Grimm bestätigt, der feststellte, dass die Fundstücke, insbesondere die Keramik, nicht älter als aus dem 13. Jahrhundert sind. Obwohl diese Forschungsergebnisse der 1930er Jahre in der wissenschaftlichen Forschung durchweg anerkannt worden sind, wird heute in Königshütte immer noch damit geworben, dass die Königsburg die Jagdpfalz Bodfeld und einer der geschichtsträchtigsten Orte des Harzes ist.

## Anlage und Wandern
Die Burganlage bestand aus einem kleinen rundlichen Burgplatz mit Vorburg, Turmhügel, Wall und Graben.
Von der einstigen Burganlage kunden heute noch Reste des Bergfriedes und mehrere Gräben und Wälle. Die Ruine Königsburg ist als Nr. 41 in das System der Stempelstellen der Harzer Wandernadel einbezogen.

## Galerie

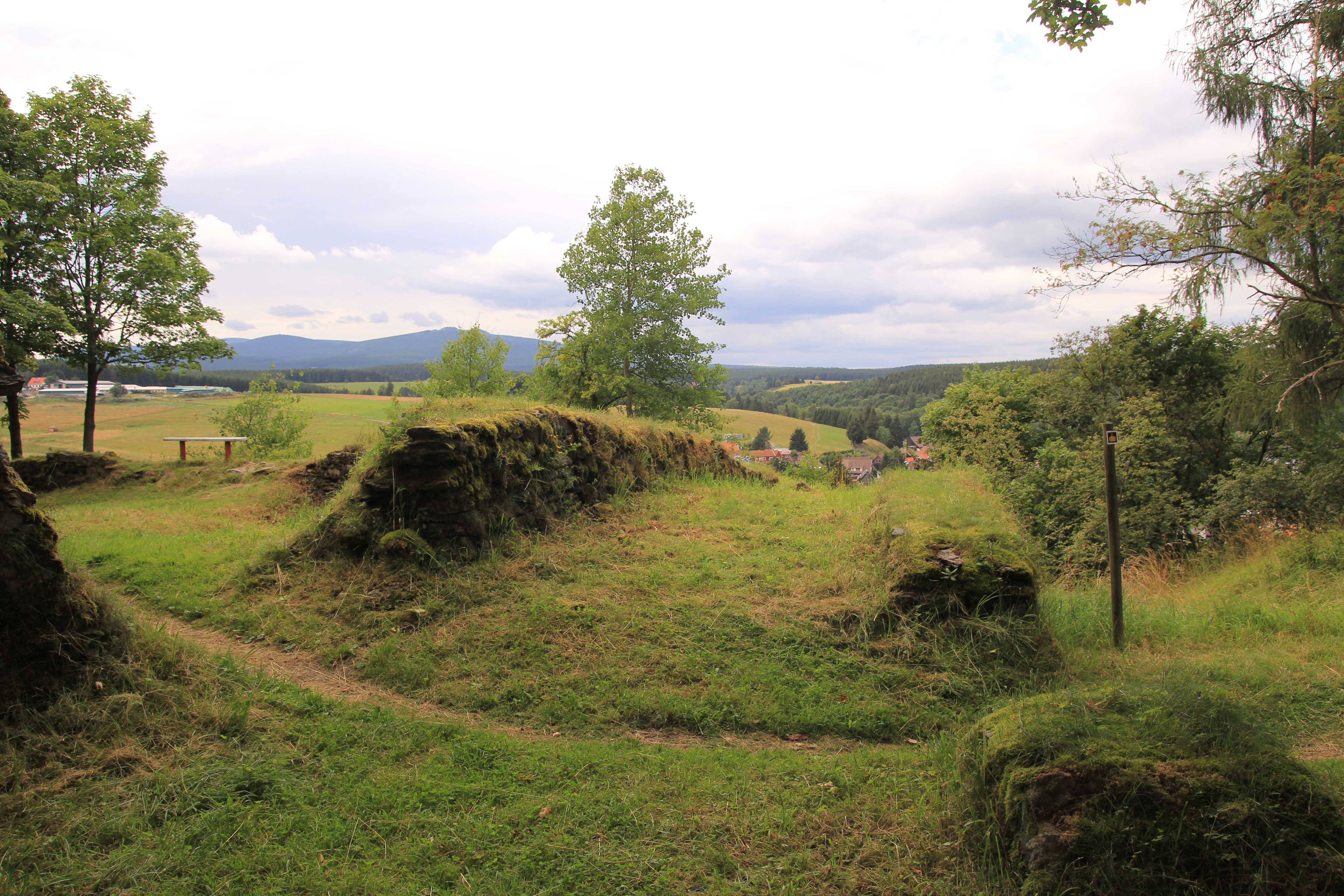
Grundmauern von Palas (links) und inneren Burgteilen (rechts) mit Wurmberg im Hintergrund
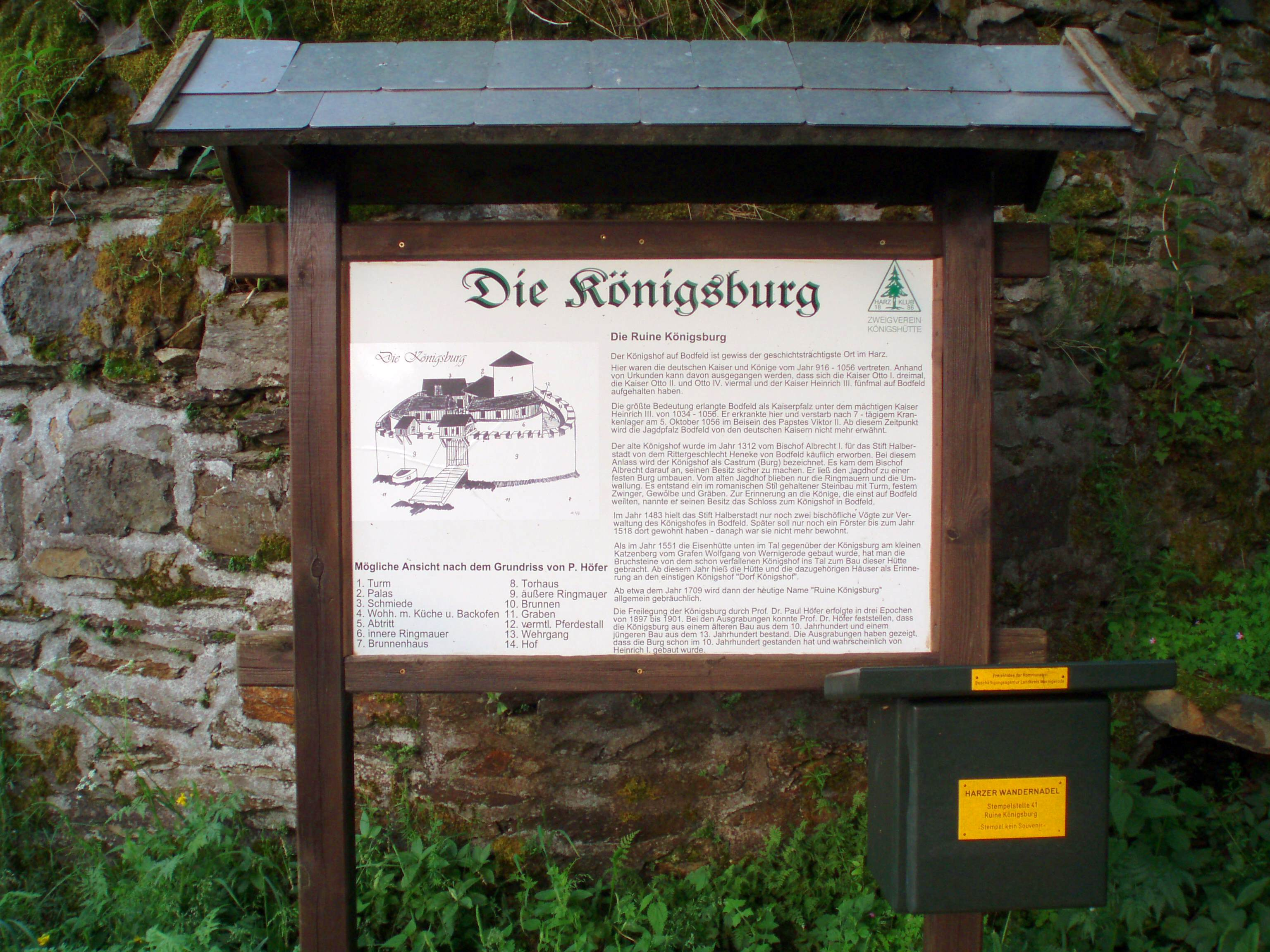
Erläuterungstafel an der Burgruine mit Stempelstelle 41 der Harzer Wandernadel: Ruine Königsburg
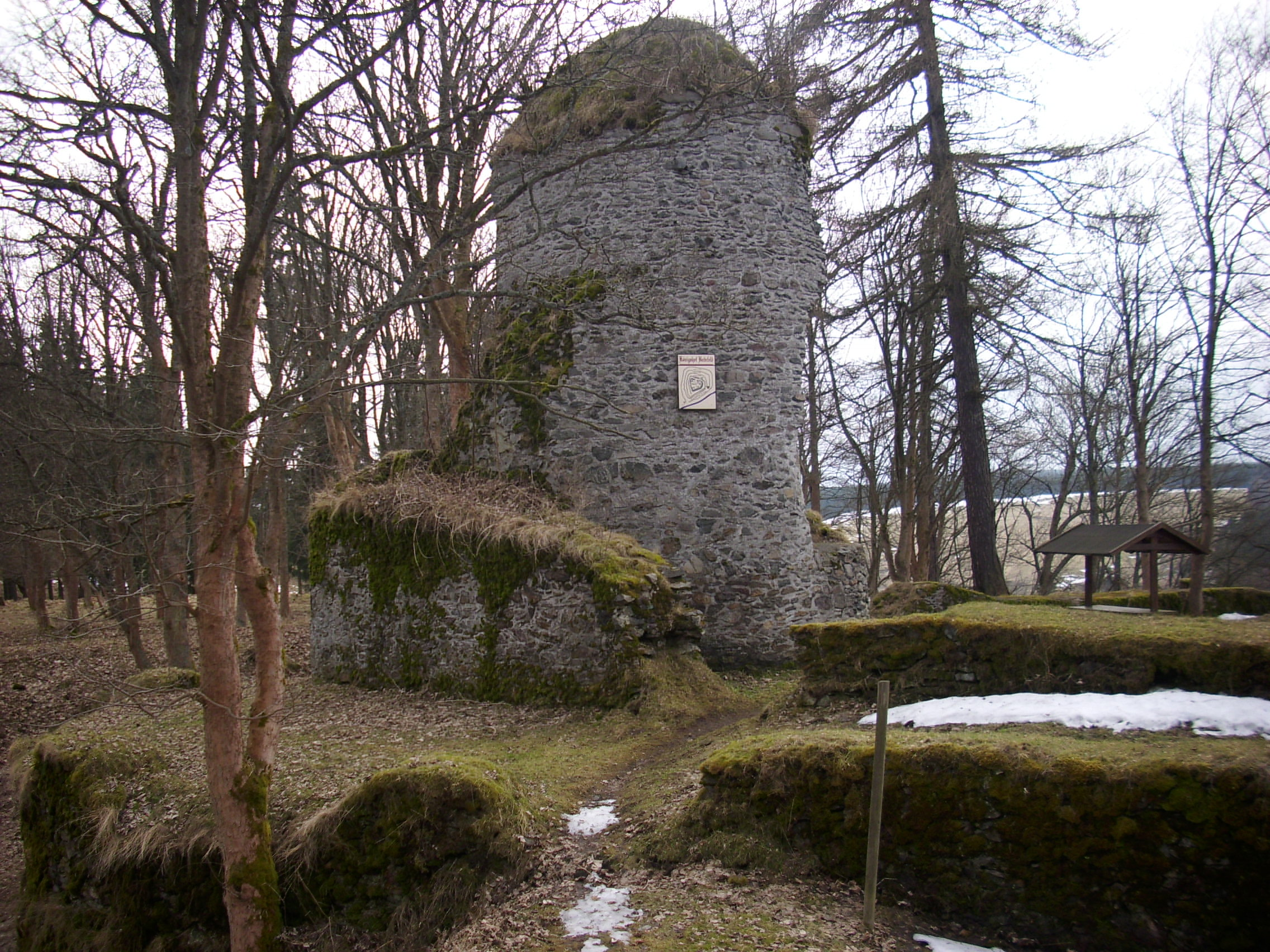
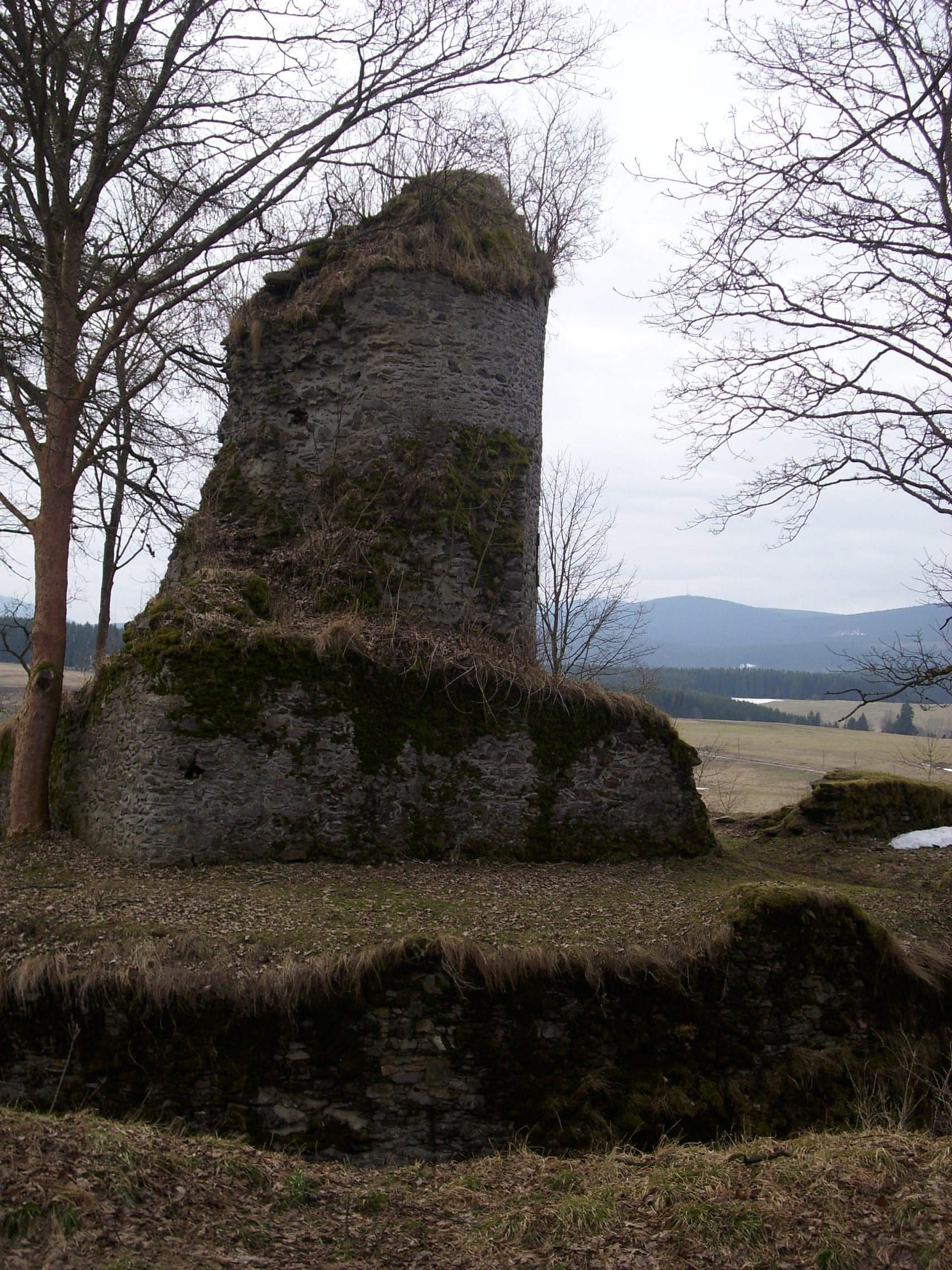
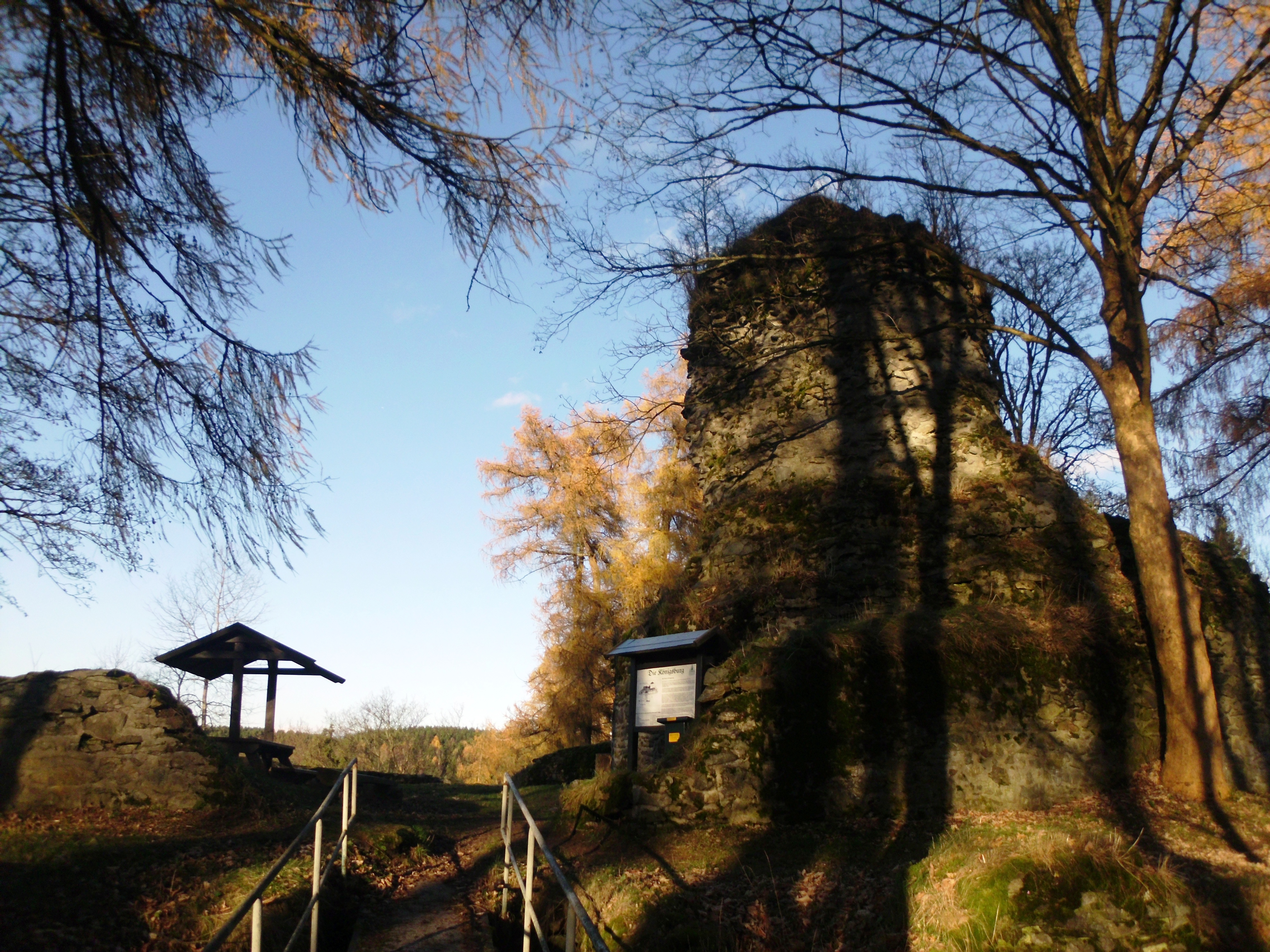
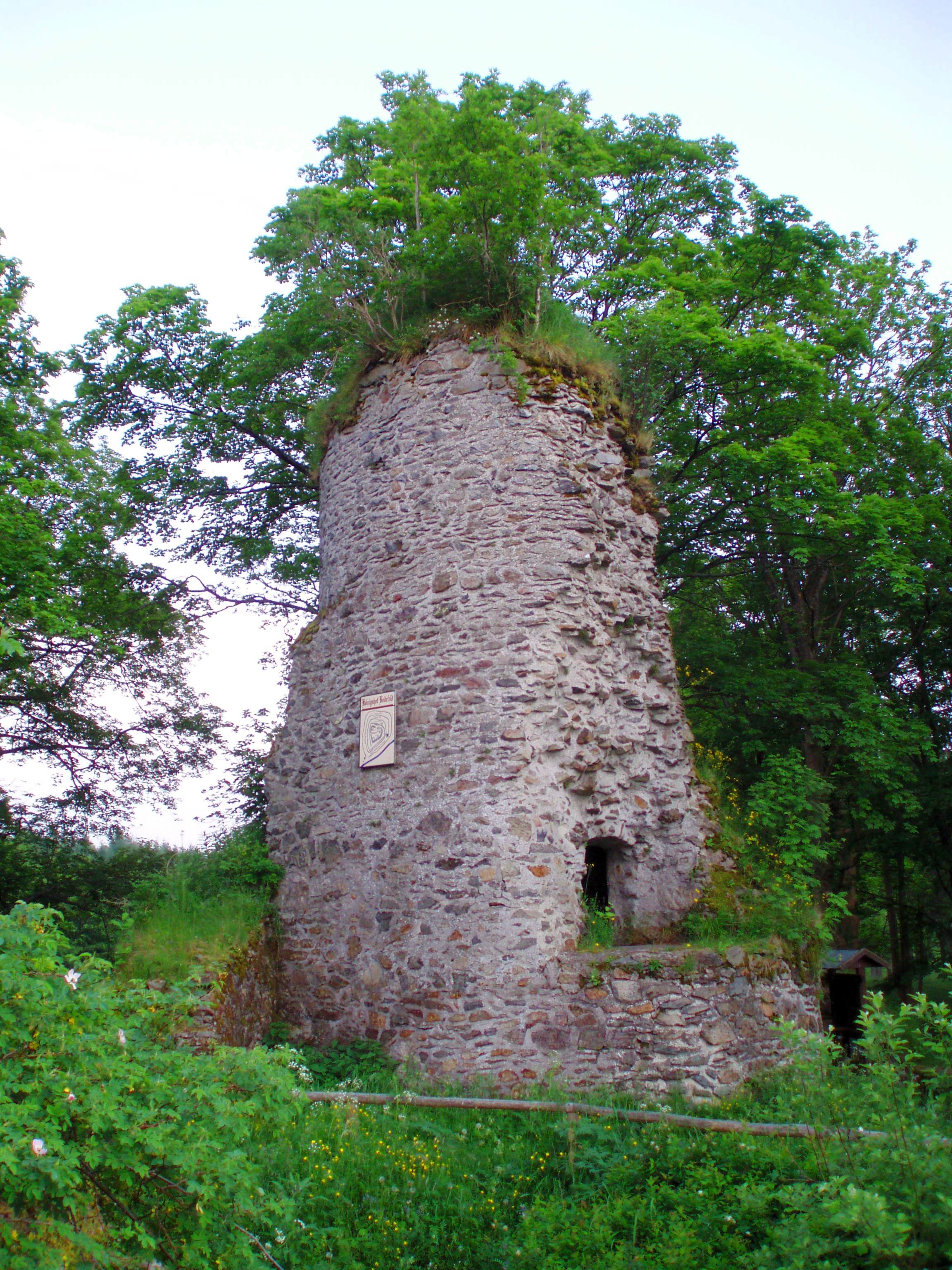
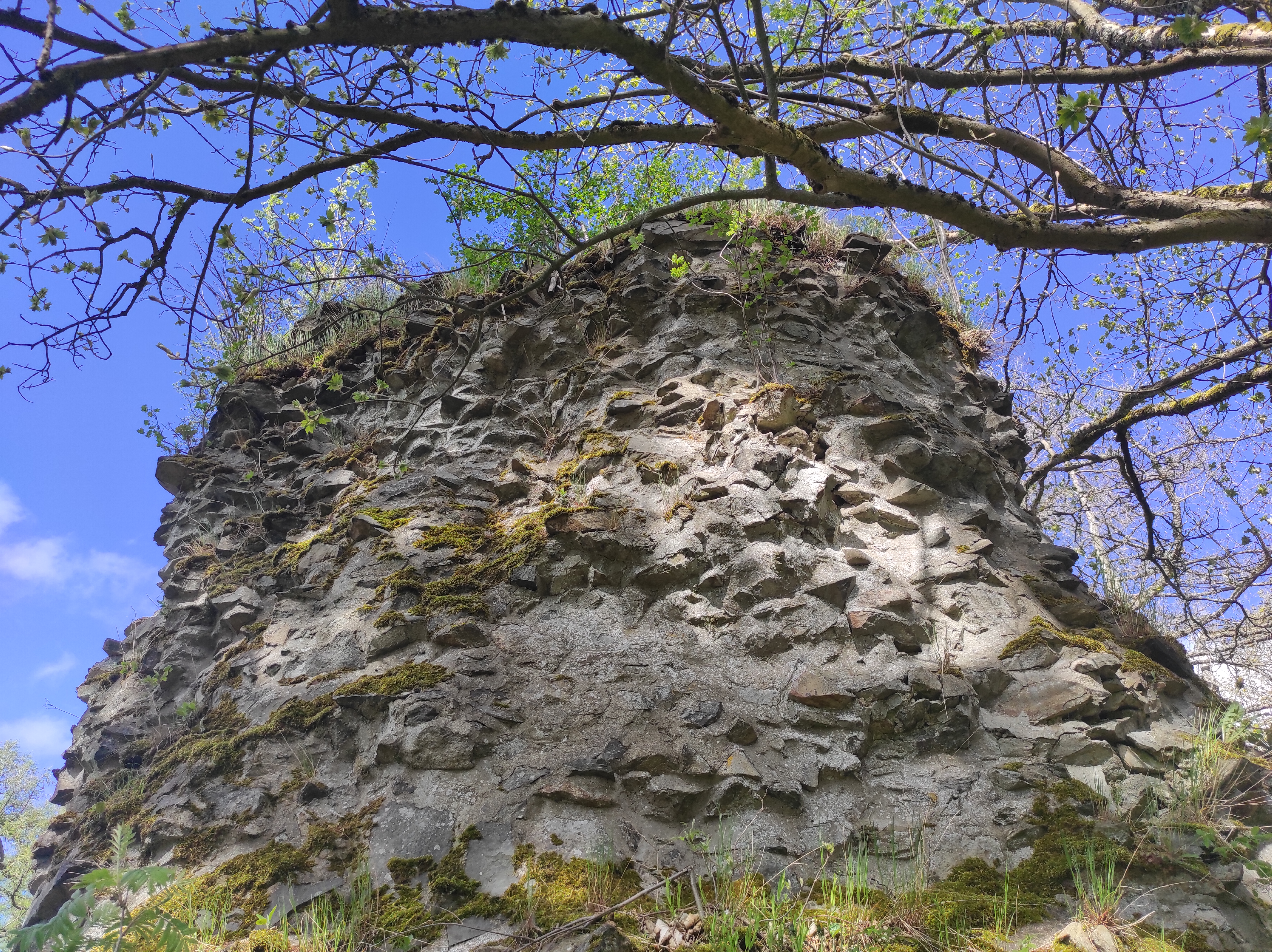
Ruine Königsburg Extern 1
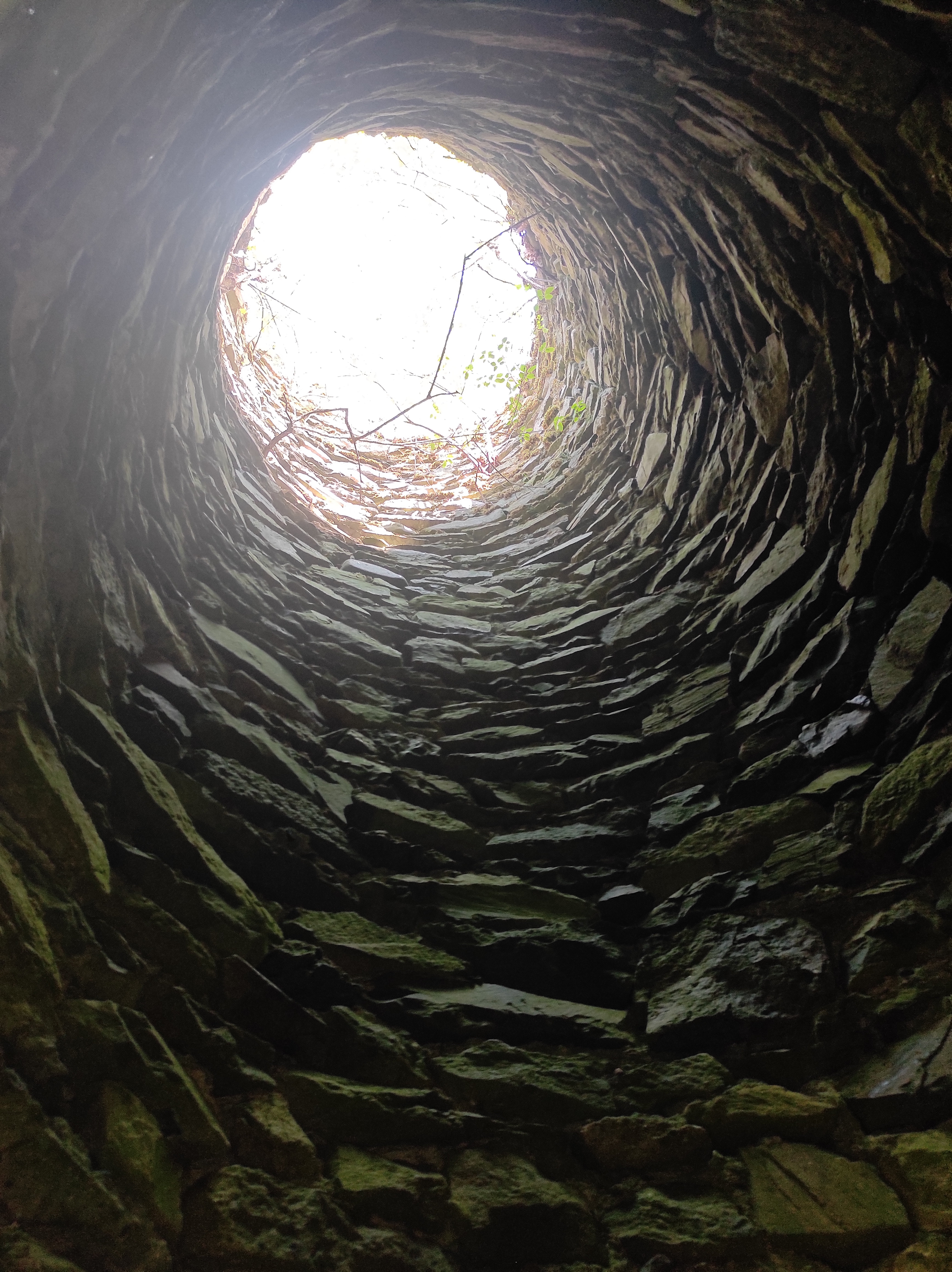
Ruine Königsburg Intern (Sicht nach oben)
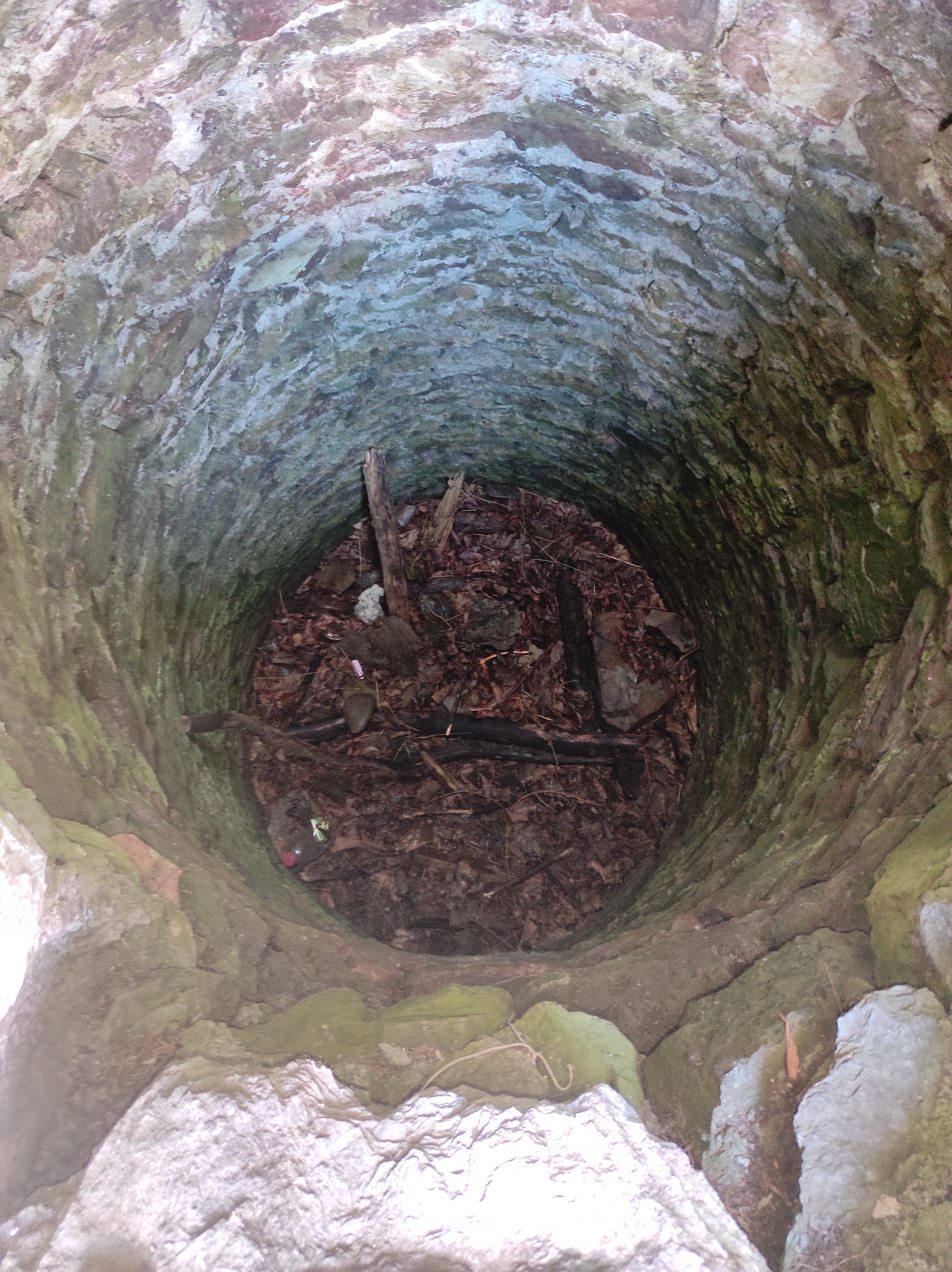
Ruine Königsburg Intern (Sicht nach unten)
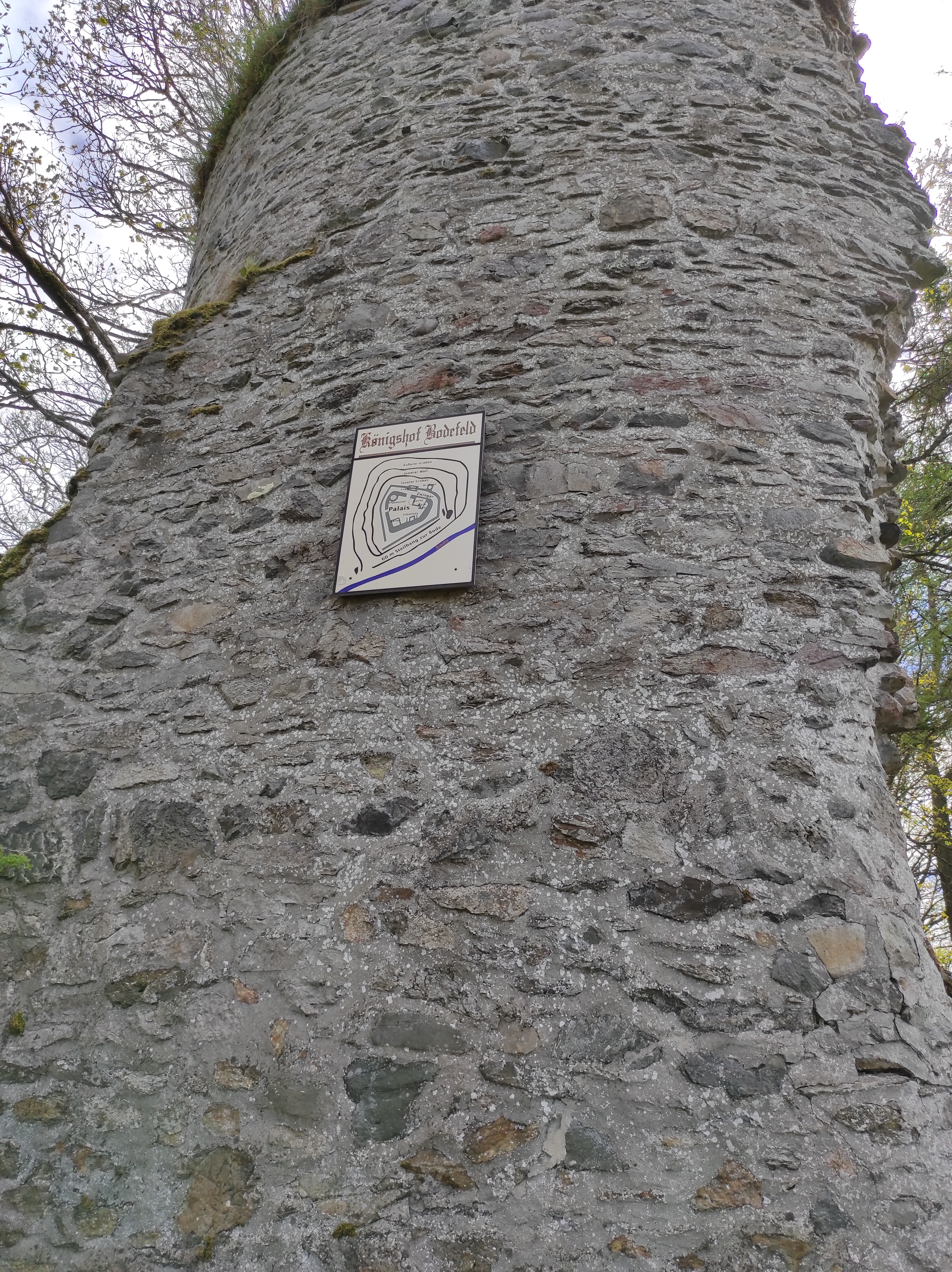
Ruine Königsburg Schild
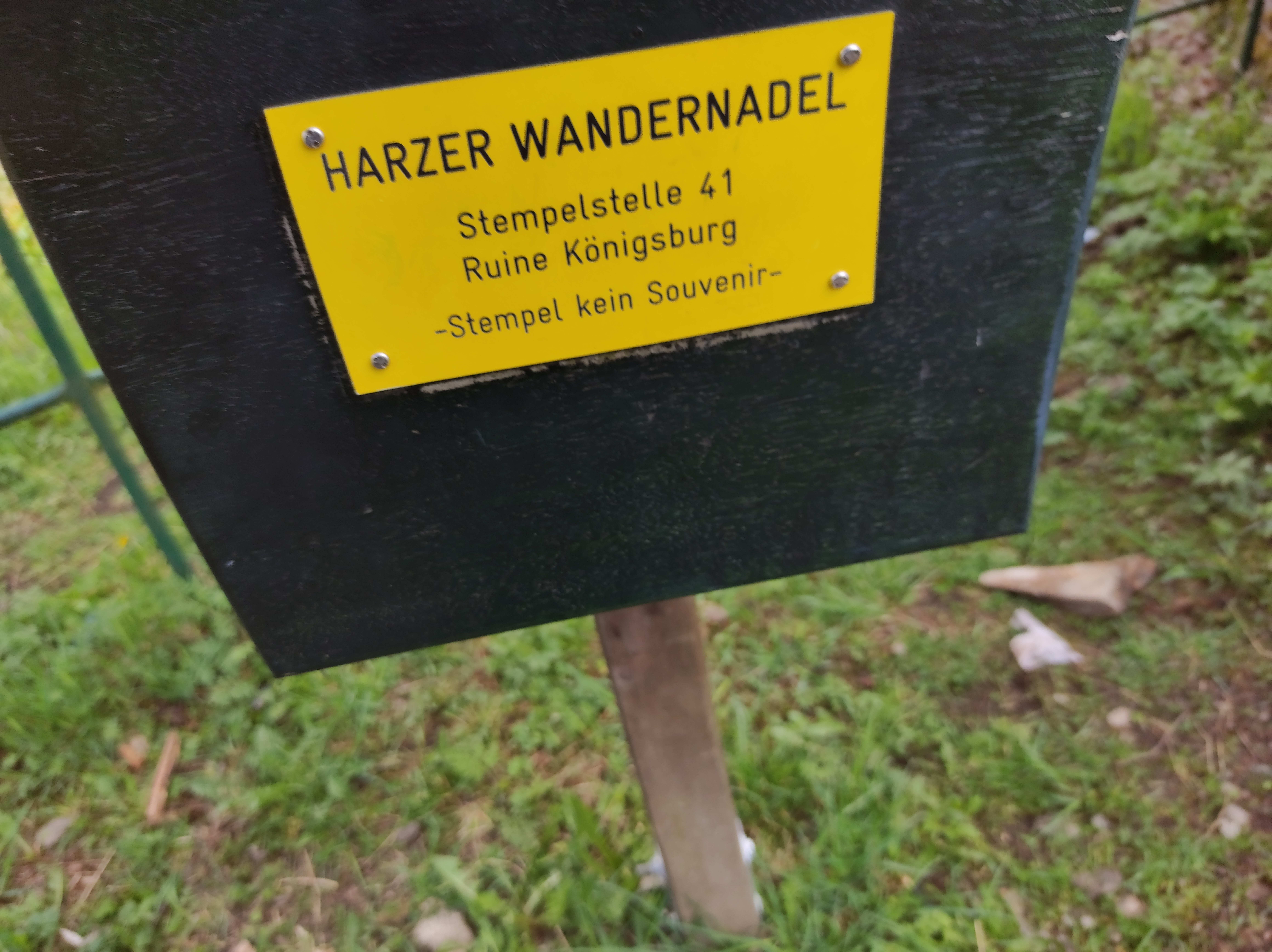
Ruine Königsburg Stempelstelle 41
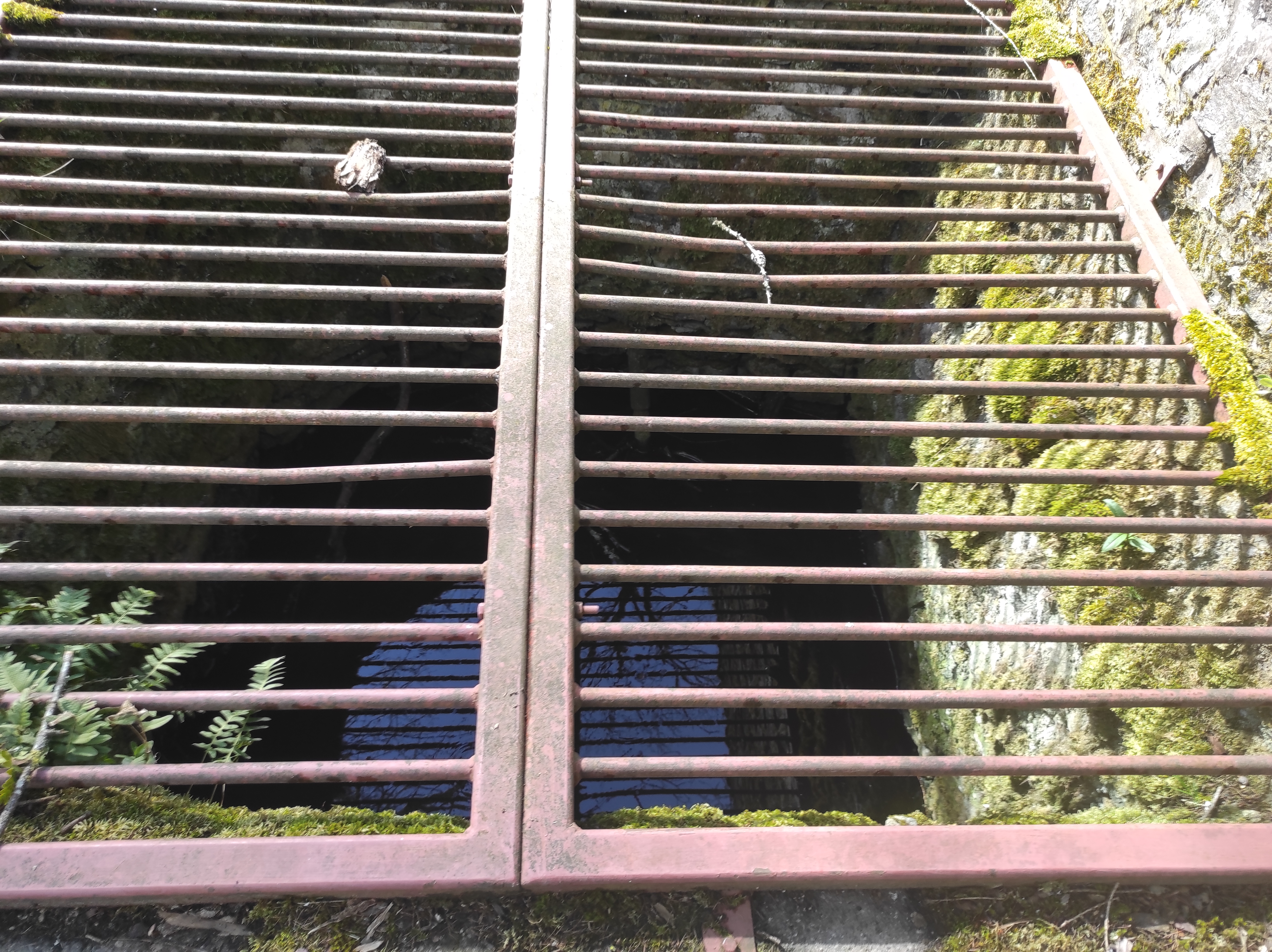
Ruine Königsburg Brunnen